# Toceni
Toceni è un comune della Moldavia situato nel distretto di Cantemir, di 1.294 abitanti al censimento del 2004.

## Località
Il comune è formato dall'insieme delle seguenti località: (popolazione 2004)
- Toceni (889 abitanti)
- Vîlcele (405 abitanti)